# Пожар в Вальпараисо

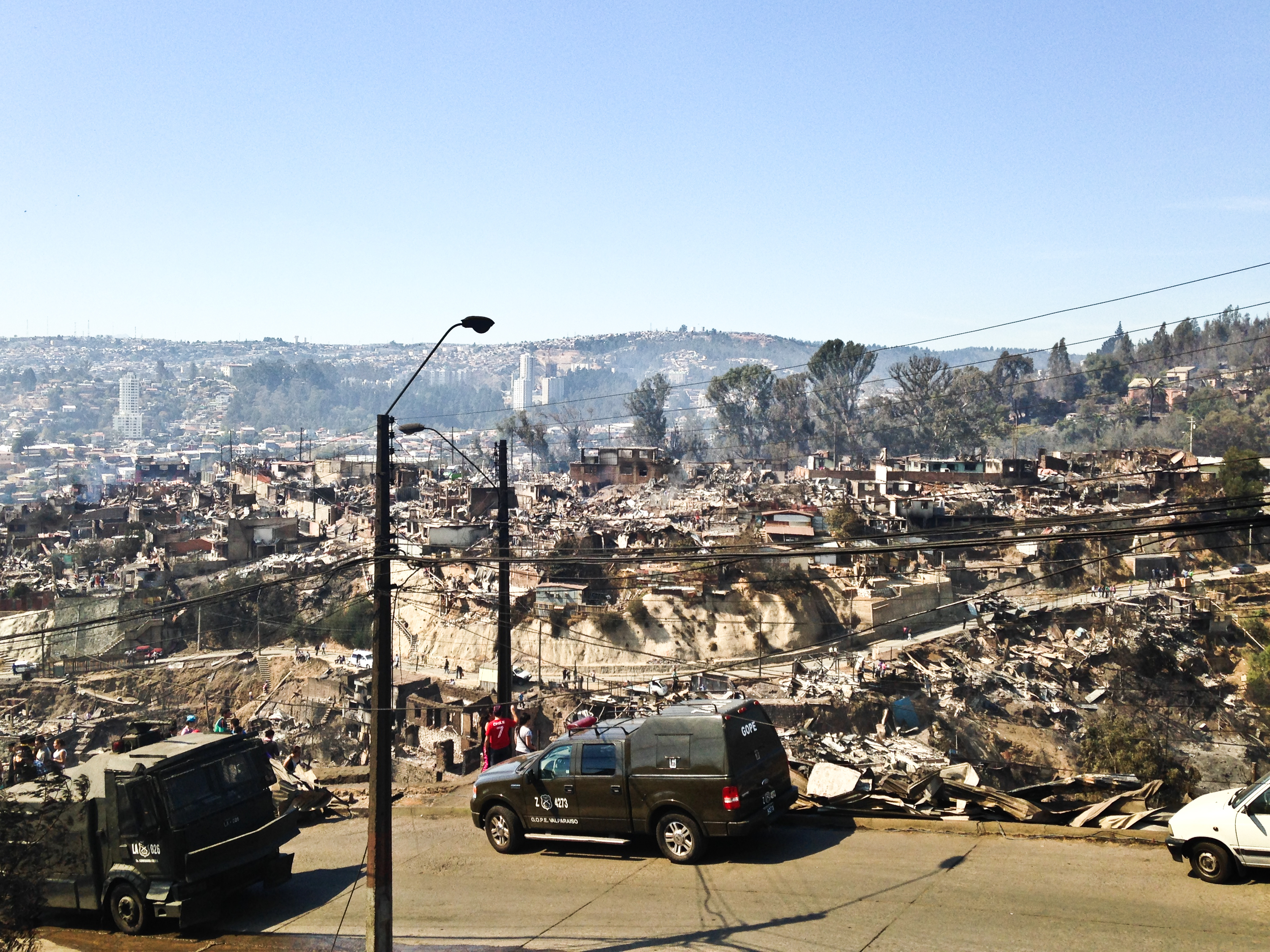
Один из пострадавших холмов Вальпараисо, снимок 13 апреля 2014 года

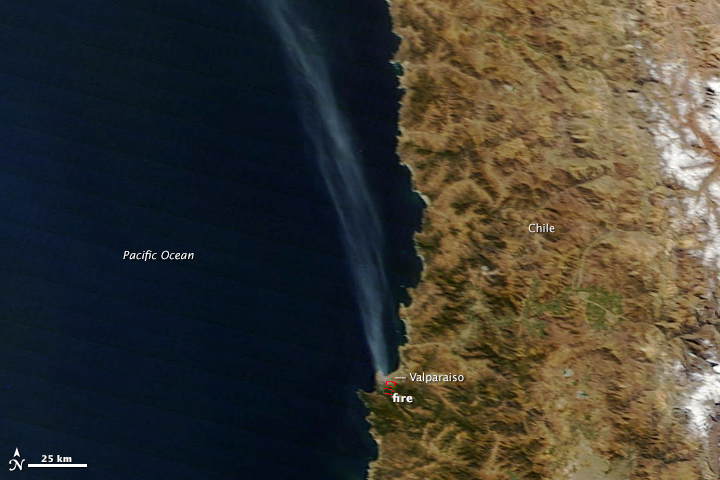
Снимок со спутника 13 апреля 2014 года

Пожар в Вальпараисо — лесной пожар, начавшийся 12 апреля 2014 года в эвкалиптовом лесу, который находится в окрестностях чилийского города Вальпараисо. Из-за сильного ветра стихия перекинулась на жилые кварталы. В результате катастрофы были уничтожены около 2500 домов. Во время пожара спасательные службы эвакуировали более 10 тыс. человек. Официально сообщается о 16 погибших.

## Развитие и тушение пожара
Пожар начался во второй половине дня 12 апреля, в 16:40 по местному времени (19:40 по Гринвичу) в Камино-ла-По́львора близ свалки Эль Молье в коммуне Вальпараисо. Первоначально в качестве предпринимаемых мер властями была объявлена тревога. Пожар, однако, стал неконтролируемо разрастаться, пострадало много домов. После разрастания пожара чилийское правительство объявило Вальпараисо зоной бедствия, что позволило чилийской армии взять город под контроль для обеспечения безопасности населения и поддержания общественного порядка. Несколько районов города были эвакуированы. Во время лесного пожара было по меньшей мере шесть общих перебоев в подаче электричества в городе, которые произошли между 18:00 и 01:00 по местному времени, что осложнило борьбу с пожаром.
Происходили грабежи заброшенных в результате эвакуации и разрушенных домов. Многие жители Вальпараисо пострадали от вдыхания дыма. Бедные районы Марипоса и Ла-Крус подверглись наибольшему опустошению. Было официально сообщено, что не менее 850 гектаров растительности, пастбищ и эвкалиптовых лесов были уничтожены огнём. В общей сложности около 3500 человек — пожарных, военных, медиков и др. — вели борьбу с пожарами. Для пострадавших грузовиками отправляли воду, одеяла, маски, палатки и продовольственные пайки. Потерявших жильё разместили в трёх школах и в церкви.
На следующий день, 13 апреля, пожар повторно активировался в районах Сьерро-Рамадитас, Рокан и Куэста-Колорадо. К 14 апреля около двадцати самолётов и вертолётов работали на тушении пожара. Происходили отдельные очаги возгорания. Сообщено о 16 погибших в пожарах. Правительство объявило о предоставлении пострадавшим районам финансовой помощи.

## Расследование
Проводится расследование чилийской полиции в целях определения источника пожара. Полиция считает, что изначально возгорание возникло на юге от области Камино-ла-По́львора. Официальные лица Национального ведомства по чрезвычайным ситуациям Министерства внутренних дел (Чили) ONEMI (Oficina Nacional de Emergencia del Ministerio del Interior) сообщили:

«Нет сомнений, что пожар начался из-за вмешательства третьих лиц».
Предполагается также, что возгорание могло быть инициировано контактом птиц с электрическими проводами высокого напряжения.